# DSO Peklov
DSO Peklov je dobrovolný svazek obci v okresu Strakonice, jeho sídlem je Volyně a jeho cílem je regionální rozvoj. Sdružuje celkem 2 obce a byl založen v roce 2001.

## Obce sdružené v mikroregionu
- Nihošovice
- Němětice